# Manuel António Madureira e Cirne
Manuel António de Sousa Madureira e Cirne (Santa Maria, Bragança, 11 de abril de 1755  — Carrazedo, Bragança, 23 de dezembro de 1833) foi padre da Igreja Católica, abade da Abadia (e paróquia) de Carrazedo, na altura abadia da apresentação da Casa de Bragança. Foi o primeiro em Bragança que, alegadamente, aberta e publicamente se levantou contra a ocupação francesa em 1808. Escreveu Relação Fiel e exacta do Princípio da Revolução de Bragança e consequentemente de Portugal.

## Primeiros Anos
Manuel António de Sousa Madureira e Cirne nasceu na freguesia de Santa Maria, cidade de Bragança, a 11 de abril de 1755, e foi batizado a dezanove do mesmo mês e ano. Filho de António Peres de Sousa, capitão, natural de Nozedo, por sua vez filho de Domingos Pires, natural de Aguieiras e de D. Comba Gonçalves e de D. Francisca Doroteia de Madureira, natural de Bragança, filha de António Mendes Madureira e de D. Joana Maria.
Vindo de uma condição social mais elevada, Manuel teve uma educação típica da baixa nobreza trasmontana, juntamente com uma especial formação eclesiástica.
Desloca-se à Universidade de Coimbra, no ano de 1769, onde se matricula em Cânones. Após licenciatura do mesmo curso, é ordenado presbítero e provido a abade de Carrazedo no ano de 1779, sendo lhe concedido brasão de armas a 29 de maio de 1782.

## Invasões Francesas
No dia 30 de novembro de 1807, à frente de seu exército, Junot entra em Lisboa, dando início a um período de ocupação francesa do território português. Após a ocupação, Junot irá criar várias leis vexatórias e humilhantes aos habitantes portugueses, desde a dissolução da Regência deixada por D. João, Príncipe Regente na altura e oficial anexação no Império Francês, como o pagamento de uma quantidade avultadíssima de francos, dinheiro esse que o País não possuía, tendo, por isso, várias igrejas e casas senhoriais sido roubadas e desprovidas do seu património. 
A 11 de janeiro de 1808, Junot ordenou a dissolução de milícias. No entanto, esta medida não chegou a ser efetivada na província de Trás-os-Montes.

### Proclamação da Junta Provisional do Governo Supremo em Bragança
Aquando a restauração do Reino, a 8 de junho de 1808, no Porto, e à semelhança de outras terras espanholas contíguas à cidade de Bragança, também esta cidade pretendia se sublevar da ocupação francesa. À partida, beneficiava ainda das milícias e ordenanças presentes na província, bem como da vantagem geográfica e ideológica das populações locais.
Recebendo uma carta do Porto, relatando os acontecimentos de sete e oito de Junho, Manuel António, com todas as condições a favor de uma sublevação na cidade de Bragança, reúne o governador e provisor do Bispado de Bragança, Dr. Paulo Miguel Rodrigues de Morais e dois militares– o capitão do agora extinto regimento de infantaria n.º24, Bernardo de Figueiredo Sarmento e o sargento-mor de milícias Manuel Ferreira de Sá Sarmento– e declara a restauração do Reino a 11 de junho, sendo o seu primeiro proclamador, nomeando Manuel Jorge Gomes de Sepúlveda, como presidente do Conselho de Regência local. 
Por sua vez, foi eleito pelo Conselho de Regência o padre Manuel António Madureira e Cirne como membro da Junta Provisória do Supremo Governo da Província de Trás-os-Montes e o Representante do Clero do mesmo conselho.

## Últimos anos de vida
Após as invasões francesas, Manuel António manteve-se à frente da abadia de Carrazedo.  Durante a década de 1810, escreveu o livro Relação Fiel e exacta do Princípio da Revolução de Bragança e consequentemente de Portugal.
Em 1823, foi, também, vigário capitular da Diocese de Bragança-Miranda.
Em 1825 deixa de ser padre assinante das certidões da paróquia de Carrazedo, no entanto mantendo-se como abade da mesma.
No dia de 23 de dezembro de 1833, falece Manuel António com idade de setenta e oito anos, de morte súbita, e foi sepultado na capela-mor da abadia de Carrazedo.